# Amerika perdida
Albums de Mano Negra
King of Bongo
(1991) In the Hell of Patchinko
(1992)
Amerika Perdida est une compilation des deux premiers albums de Mano Negra. Elle est sortie pendant l'hiver 1991 et comporte une piste inédite du même nom.

## Liste des chansons
| No  | Titre               | Durée |
| --- | ------------------- | ----- |
| 1.  | Mano Negra          | 1:44  |
| 2.  | Mala Vida           | 2:54  |
| 3.  | Amerika Perdida     | 3:00  |
| 4.  | Peligro             | 2:53  |
| 5.  | Sidi 'h' Bibi       | 2:37  |
| 6.  | Noche de Accìon     | 2:48  |
| 7.  | El Sur              | 1:00  |
| 8.  | Patchuko Hop        | 2:30  |
| 9.  | Mano Negra          | 0:59  |
| 10. | Patchanka           | 3:07  |
| 11. | Indios de Barcelona | 2:39  |
| 12. | Guayaquil City      | 3:02  |
| 13. | El Jako             | 2:49  |
| 14. | Soledad             | 2:36  |
| 15. | King Kong Five      | 1:57  |
| 16. | Salga la Luna       | 3:34  |